# Incidente de queima de cédulas em Chuschi
O incidente de queima de cédulas de Chuschi ocorreu na noite de 17 de maio de 1980, no distrito peruano de Chuschi, em Ayacucho. O ataque é lembrado por ter sido um dos primeiros realizados pela organização maoísta Sendero Luminoso.
Em 1980, o Governo Revolucionário da Força Armada convocou eleições após 12 anos de ditadura militar. O Sendero Luminoso era uma organização terrorista que se opôs a essas eleições e optou por iniciar um conflito armado na forma de guerrilha nas províncias do norte do Departamento de Ayacucho. Em 17 de maio de 1980, na véspera das eleições presidenciais, membros do Sendero Luminoso (grupo então sem notoriedade) forçaram a porta dos escritórios do Registro Eleitoral, que estava trancada com um bastão. Um dos encapuzados entrou e apontou seu revólver para Florencio Conde Núñez, então registrador de Chuschi. Disseram a Conde Núñez que eram soldados de Pampa Cangallo, capital do distrito de Morochucos. Eles roubaram 24 urnas, selos, um caderno de registro, cédulas não utilizadas e outros materiais eleitorais. Depois de trinta minutos, disseram ao Conde Núñez que ele iria para a base militar no dia seguinte.
Quando os membros do Sendero Luminoso deixavam o local, um sino foi tocado para convocar os varayocc (prefeitos, vereadores e oficiais de justiça) e toda a comunidade. Todos se reuniram e partiram em busca das urnas. Parte delas foi encontrada queimada sobre uma ponte em Quispillaqta. Mais tarde, outra parte foi localizada, também queimada, na praça principal de Chuschi. Os moradores prenderam um professor do ensino fundamental, Bernardino Azurza Páucar, que foi encontrado acordado segurando uma lamparina de querosene, além de um grupo de membros do Sendero Luminoso envolvidos no incidente, que estavam escondidos em uma casa abandonada em Quispillaqta. Posteriormente, todos foram entregues à custódia dos militares. Novos materiais eleitorais foram levados por meio de um um transporte militar para Chuschi, e as eleições foram realizadas sem maiores incidentes. Esse foi o primeiro ataque terrorista realizado pelo Sendero Luminoso, e, portanto, não recebeu muita atenção na imprensa peruana; apenas dois jornais da capital, La Prensa e o Diario de Marka, cobriram a história, atribuindo o ataque a um grupo de exaltados.